# Milt Schmidt
Milton Conrad Schmidt (5 de marzo de 1918 - 4 de enero de 2017) fue un jugador profesional canadiense de hockey sobre hielo (en la posición de centro), entrenador y gerente general, principalmente para los Boston Bruins de la National Hockey League. Fue miembro de honor del Salón de la Fama del Hockey. Desde 2014 hasta su muerte en 2017, Schmidt fue el exjugador de la NHL con más años de vida.
Schmidt nació el 5 de marzo de 1918 en Kitchener, Ontario. Se crio en Toronto, Ontario. Schmidt murió el 4 de enero de 2017 de un derrame cerebral en Needham, Massachusetts, a la edad de 98 años.